# Gianluca Caprari
Gianluca Caprari (født 30. juli 1993 i Rom) er en italiensk fodboldspiller, der spiller som angriber for Sampdoria.

## Klubkarriere

### AS Roma
Caprari skiftede som ungdomsspiller i 2003 til AS Roma fra Atletico 2000. Han spillede på AS Romas akademi i otte år, indtil han i 2011 permanent blev førsteholds spiller. 
Den 8. marts 2011 fik Caprari sin debut for romerne i et 0-3 nederlag imod Shakhtar Donetsk i Champions League, hvor han erstattede Simone Perrotta i 89' minut.
Caprari fik lov til at spille sæsonens første kamp, dog som indskifter imod Sassuolo.

### Udlån til Pescara
I januar 2012 blev Caprari udlånt til Serie B-klubben Pescara, i håb om at opnå mere førsteholdsfodbold. 
Han spillede 38 ligakampe, men scorede 5 mål.
I juni 2012 indgik Pescara og AS Roma en såkaldt "co-ownership" aftale. Kort sagt er det en aftale hvor begge klubber ejer lige meget af spillerens kontrakt, men spiller dog kun for en af klubberne.

## Landshold
Caprari fik i 2013 debut for Italiens U20 landshold. 
Derudover spillede han i 2011 fire U18 kampe og scorede et mål samt spillede han tre U19 kampe og scorede ligeledes et mål.